# Santa Maria (Serpa)
Santa Maria is een plaats (freguesia) in de Portugese gemeente Serpa en telt 2184 inwoners (2001).